# Эриванский, Керим Хан Аббас-Кули Хан оглы
Керим Хан Эриванский (азерб. Kərim xan İrəvanski, 1885—1919) — российский и азербайджанский военный деятель, полковник.

## Ранние годы
Родился 15 ноября 1885 года в Эривани, в знатной семье. Его отец, Аббас Кули Хан Эриванский, был членом Эриванской городской управы, гласным городской думы (1886—1899), почетным смотрителем одного из русско-татарских училищ в Эривани (1904—1906), и происходил из эриванской ветви Каджаров, а мать, Тарлан Ханум Нахичеванская, была дочерью героя Баязета генерала Исмаил Хана. Брат, Ага Хан Эриванский, был депутатом I Государственной думы Российской империи от Эриванской губернии.
Общее образование Керим Хан получил в Николаевском кадетском корпусе.

## Начало военной карьеры
В службу вступил юнкером рядового звания в Николаевское кавалерийское училище. После окончания училища в 1907 году был произведен корнетом в 17-й драгунский Нижегородский полк.
В 1908 году Керим Хан был прикомандирован к Кирасирскому Её Величества Государыни Императрицы полку. В 1909 году был переведён в полк «на законном основании».
Шефом полка являлась вдовствующая Императрица. Лейб-эскадроном полка командовал брат Императора Великий князь Михаил Александрович. Керим Хан познакомился с Великим князем и между ними установились дружеские отношения.
25 апреля 1912 года в Приоратском парке в Гатчине в четыре часа утра состоялась дуэль :
Стрелялись: сын командующего 1-й бригадой 2-й гвардейской кавалерийской дивизии лейтенант флота барон Жирар-де-Сукантон и корнет лейб-гвардии кирасирского полка Её Величества государыни императрицы Марии Федоровны хан Керим Эриванский. Оба представляли знатные фамилии и были известны в свете.
Причиной дуэли, как писали в газетах, стала «ссора на романической подкладке». Поединок не являлся тайным: общество офицеров кирасирского полка и суд морских посредников Балтийского флота разрешило эту дуэль. Обе инстанции признали дуэль единственным выходом из создавшегося положения. Со стороны Жирар-де-Сукантона секундантами выступали два морских офицера, а со стороны хана Эриванского — его сослуживцы.
Стрелялись с двадцати пяти шагов. Как писали потом в газетах, дуэль происходила в обычной обстановке всех военных поединков. Первым же выстрелом хан Эриванский попал своему противнику в грудь. Рана оказалась серьезной… .
В конце лета того же года решением офицерского собрания Синих кирасир Её Величества под председательством старшего полковника фон Шведера Хану предложено было покинуть полк за появление в театре в обществе Натальи Сергеевны Шереметьевской, морганатической супруги великого князя Михаил Александровича:
— Господа, — снова начал полковник, еще более понизив голос, — до нашего сведения дошло, что на этих днях один наш офицер, а именно, поручик Хан-Эриванский, находясь в Петербурге, позволил себе показаться в ложе театра в небольшой компании, среди которой находилась некая известная вам дама. Дама, которая своими поступками в свое время бросила тень на наш полк, и которая (как всем хорошо известно) навлекла на полк неудовольствие нашего августейшего шефа — обожаемой нами императрицы. Казалось бы, этого уже само по себе совершенно достаточно для того, чтобы наши офицеры раз и навсегда порвали всякие отношения с этой особой, очернившей полк. К глубокому моему сожалению, у нас нашелся все же офицер, не пожелавший этого понять! Появление Хана-Эриванского рядом с этой дамой в общественном месте может быть рассматриваемо как возмутительная демонстрация, как своего рода протест перед двором — поступок, отнюдь не достойный кирасира! Господа, есть вещи, которые мы не имеем права прощать и старшие офицеры полка считают, что отныне поручику Хану-Эриванскому нет более места в кирасирском полку. Поручику предложено в двадцать четыре часа подать рапорт об увольнении в запас
Хан-Эриванский находился в запасе до самой Великой войны.

## Первая мировая война
В августе 1914 года поручик Керим Хан Эриванский был назначен в Кабардинский конный полк Кавказской туземной конной дивизии. Прибыл к месту службы 29 августа и был допущен командиром полка полковником Илларионом Воронцовым-Дашковым к временному исполнению обязанностей адъютанта полка. Приказом № 6 от 3 сентября 1914 года поручик Хан Эриванский был назначен полковым адъютантом. Высочайшим приказом от 9 января 1915 года за ночной бой у деревни Ветлино штабс-ротмистр Хан Эриванский был награждён орденом Святой Анны 4-й степени с надписью «За храбрость». За отличие в ночном бою 17 февраля 1915 года у деревни Майдан в Лесистых Карпатах был представлен к Георгиевскому оружию. Из наградного представления:
Штабс-Ротмистр Хан Эриванский, исполняя обязанности полкового адъютанта в ночном бою у д. Майдан 17-го февраля 1915 г был послан с поручением особой важности, а именно: восстановить связь между Кабардинским конным полком, действующим под моей командой и правым флангом отряда Ген. Стаховича. Стрелковая цепь, наступая в густом лесу, совершенно потеряла связь с соседними частями, что ставило весь отряд в крайне опасное положение. Шт.-Ротм. Хан Эриванский под убийственным огнём противника, подвергая свою жизнь опасности, успешно выполнил возложенную на него задачу. Независимо от сего, отправившись на разведку неприятельской позиции подошел на 50 шагов к австрийским окопам и доставил полные сведения о расположении и тылах, противника, чем оказал существенную помощь действиям всего отряда.
Однако представление командира Кабардинского конного полка Георгиевской Думой было отклонено. 26 августа 1915 года приказом командующего 9-й армией Юго-Западного фронта генерала от инфантерии Лечицкого «За отличия, оказанные в боях против неприятеля с 1 декабря 1914 года по 1 июля 1915 г.» Хан Эриванский был награжден орденом Святого Станислава 3-й степени с мечами и бантом. 19 марта приказом армиям Юго-Западного фронта был награжден орденом Святого Владимира 4- й степени с мечами и бантом. Приказом войскам 4-й армии от 25 марта 1917 года за отличия в делах против неприятеля командир 4-й сотни Кабардинского конного полка штабс-ротмистр Керим Хан Эриванский был награждён орденом Святой Анны 2-й степени с мечами. В июле 1917 года румынским королем Фердинандом I был награжден орденом Звезды Румынии с мечами кавалера. 8 октября 1917 года «за отличие в делах против неприятеля» ротмистр Хан Эриванский был награжден Георгиевским оружием.

## Служба в АДР
После провозглашения Азербайджанской Демократической Республики Керим Хан Эриванский в конце 1918 — начале 1919 года в период боев с армянскими войсками на территории Аракской республики вместе с начальником штаба Келбали Ханом Нахичеванским успешно командовал нахичеванским ополчением численностью свыше 1000 человек при двух орудиях. Постановлением правительства от 28 февраля 1919 года он был назначен помощником по военной части генерал-губернатора Юго-Западного Азербайджана. 26 марта Постановление Правительства от 28 февраля в отношении назначения Керим Хана Эриванского помощником генерал-губернатора было отменено. На этом посту его заменил командующий войсками Юго-Западного Азербайджана Бахрам Хан Нахичеванский. 24 апреля 1919 года Приказом правительства о чинах военных Керим Хан Эриванский был переименован из ротмистров гвардии в подполковники армейской кавалерии и за отличие по службе произведён в полковники.

## В Белом движении
Летом-осенью 1919 года Керим Хан Эриванский в чине ротмистра служил в составе 2-го Кабардинского конного полка Кабардинской конной дивизии ВСЮР. Временно командовал полком.
Скончался (вероятно погиб во время боев на Царицынском фронте) в начале октября 1919 года. Похоронен в Нальчике на кладбище села Вольный Аул.

## Награды
российские:
- Орден Святой Анны 4-й степени с надписью «За храбрость» (1915)
- Орден Святого Станислава 3-й степени с мечами и бантом (1915)
- Орден Святого Владимира 4-й степени с мечами и бантом (1916)
- Орден Святой Анны 2-й степени с мечами (1917)
- Георгиевское оружие (1917)

иностранные:
- Орден Звезды Румынии с мечами кавалера (1917)